# Чудо (албум)
Чудо је први студијски албум Тијане Богићевић који је издат 29. маја 2018. године у издању куће MT Entertainment. Текстописци, продуценти и композитори су Душан Алагић, Бане Опачић, Александра Милутиновић и Лана Ликонис.